# Igreja Unida na Austrália
A Igreja Unida na Austrália (Uniting Church in Australia - UCA) é uma denominação denominação protestante unida na Austrália, fundada em 1977 como uma fusão da Igreja Metodista da Australásia, União Congregacional da Austrália e 2/3 da Igreja Presbiteriana da Austrália. No Censo de 2021, 673.260 pessoas (2,6% da população da Austrália) se identificaram como membros da denominação, tornando-a a terceira maior denominação cristã do país, atrás da Igreja Católica Romana e da Igreja Anglicana da Austrália.
Todavia, de acordo com os dados oficiais da própria denominação, que só leva em conta os membros oficialmente registrados, tinha 243.000 membros em 2.500 congregações em 2018.
A UCA é um dos maiores provedores não governamentais de serviços comunitários e de saúde da Austrália. A sua rede de serviços consiste em mais de 400 agências, instituições e missões paroquiais, com as suas áreas de serviço incluindo cuidados a idosos, hospitais, crianças, jovens e famílias, deficiência, emprego, ajuda de emergência, abuso de drogas e álcool, jovens sem-abrigo e suicídio.  As agências afiliadas incluem a rede comunitária e de prestadores de serviços de saúde da UCA, escolas afiliadas, o Congresso Uniting Aboriginal and Islander Christian, Frontier Services e UnitingWorld.

## História
A denominação foi formadam em 1977, pela fusão da Igreja Metodista da Australásia, União Congregacional da Austrália e 2/3 da Igreja Presbiteriana da Austrália.

## Trabalho Social
UnitingCare Australia, um dos maiores provedores de assistência social do país, é sua maior operadora de abrigos para idosos. Outras actividades incluem abrigos e alojamentos de emergência para homens, mulheres e crianças; apoio nas relações familiares; serviços para deficientes e cozinhas de alimentação. 

### Educação
A UCA oferece treinamento teológico por meio de várias faculdades teológicas como a  United Theological College em Parramatta, Trinity College em Queensland,  Faculdade Unida para Liderança e Teologia,  Adelaide College of Divinity, Pilgrim Theological College em Victoria e Salão Teológico de Perth na Austrália Ocidental.  O treinamento geralmente leva cinco anos e inclui experiência prática supervisionada.
A Convenção Nacional da Juventude Cristã é uma atividade nacional da Igreja Unida da Austrália durante as férias escolares e universitárias, a cada dois ou três anos em uma cidade diferente. NCYC 2007, "Agentes de Mudança", foi realizado em Perth.  A "Converge" de 2009 foi realizada em Melbourne. O NCYC 2011 foi realizado de 29 de dezembro de 2010 a 4 de janeiro de 2011 na Southport School, na Gold Coast de Queensland . Yuróra NCYC 2014 foi realizada em North Parramatta, Sydney, de 7 a 10 de janeiro de 2014.  Yuróra NCYC 2017, "Uniting Culture", também foi realizada em Sydney em janeiro de 2017.

### Ajuda internacional
UnitingWorld é a agência de ajuda internacional da Igreja.  Recebe financiamento do governo da Austrália para implementar programas de desenvolvimento e redução da pobreza no Pacífico, Ásia e África.  A UnitingWorld trabalha em parceria com 18 denominações estrangeiras para apoiar mais de 180.000 pessoas anualmente através de projetos de desenvolvimento comunitário sustentável.

## Organização

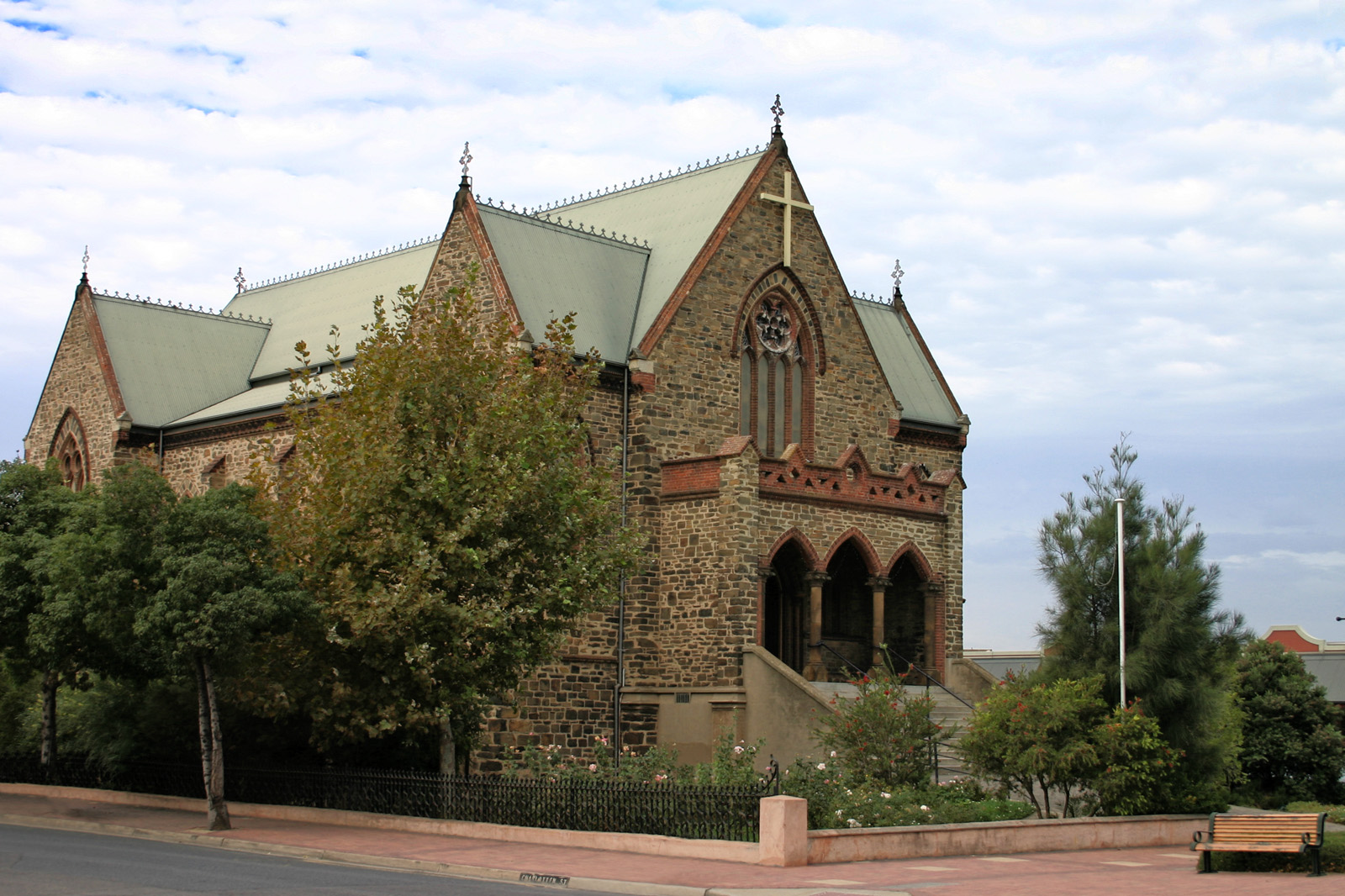
Port Adelaide Uniting Church

A UCA é uma associação nacional, não incorporada de conselhos, cada um dos quais tem responsabilidade pelas funções na igreja. Os conselhos são congregações (locais), presbitérios (regionais), sínodos (estado) e uma assembleia (nacional). 
A adesão de cada conselho é estabelecida pela Constituição. Cada conselho inclui Mulheres e Homens, leigos e ordenados. Os gabinetes do presidente da assembleia, moderador do sínodo (que preside esses conselhos) e outros escritórios estão abertos a todos os membros da UCA.
A UCA é uma igreja não episcopal, sem bispos. Liderança e funções pastorais são nominalmente desempenhados por presbitérios, mas na realidade por indivíduos.

### Presbitérios
Cada sínodo geralmente consiste em vários presbitérios. A Austrália Ocidental tem um modelo presbitério-sínodo unitário. A Austrália do Sul também teve um único presbitério e sínodo por 15 anos, até 2019. Esses grandes presbitérios permitem que grupos de congregações trabalhem juntos, com base na localização geográfica ou em interesses ou características semelhantes. A seleção dos candidatos ministeriais e a colocação dos ministros são decididas no nível do presbitério.

### Congregações
Existem cerca de 2.000 congregações da UCA, com 243.000 membros e adeptos. As congregações variam em tamanho de uma dúzia a centenas de membros. Eles são a igreja local, ou grupos que se reunem para o culto regular (geralmente aos domingos). Muitas igrejas também realizam cultos de adoração em outros horários, como um culto mensal durante a semana, um culto noturno para trabalhadores do turno diurno, um "café-igreja" ou cultos de sexta ou sábado à noite.
Uma reunião da Congregação deve ser realizada pelo menos duas vezes por ano. As reuniões normalmente consideram e aprovam o orçamento, questões de política local, questões de propriedade (ratificadas pelo presbitério e pelo sínodo) e a "chamada" (emprego) de um novo ministro. As congregações administram-se através de um conselho. Todos os presbíteros são membros do conselho, assim como os ministros com responsabilidade pastoral pela congregação; também pode haver outros membros. O conselho se reúne regularmente e é responsável por aprovar horários de culto e outros assuntos.  Existem congregações da  UCA as quais se uniram a outras denominações, como a União Batista e as Igrejas de Cristo, promovendo cultos ecumênicos e compartilhamento do mesmo templo. Existem também acordos de cooperação onde é impossível fornecer ministério às congregações, especialmente em áreas remotas. Isto inclui acordos com a Igreja Anglicana, onde recursos ministeriais e (às vezes) de propriedade são compartilhados.

### Congregações cooperantes
As congregações cooperantes, normalmente em áreas rurais, têm várias denominações que adoram como uma só congregação e fazem rotação na denominação, nomeando o seu próximo ministro. Elas são conhecidas como igrejas sindicais em alguns lugares, com diversas denominações utilizando o mesmo prédio em momentos diferentes.

### Ministério
O papel dos leigos é valorizado na UCA, que reconhece que o ministério é uma função de toda a igreja. No entanto, são definidos “ministérios específicos”.  Destes, os papéis de presbítero e pastor estão abertos a membros leigos. A igreja tem duas ordens de ministério ordenado: ministro e diácono.
Quando não for possível (ou desejável) ter um ministro ordenado, um pregador leigo ou uma equipe de ministério leigo pode atuar em seu lugar (semelhante a um pregador local metodista). Os pregadores leigos são obrigados a participar de treinamentos e exames realizados por cada sínodo e devem ser aprovados pelo presbitério.

## Cultura

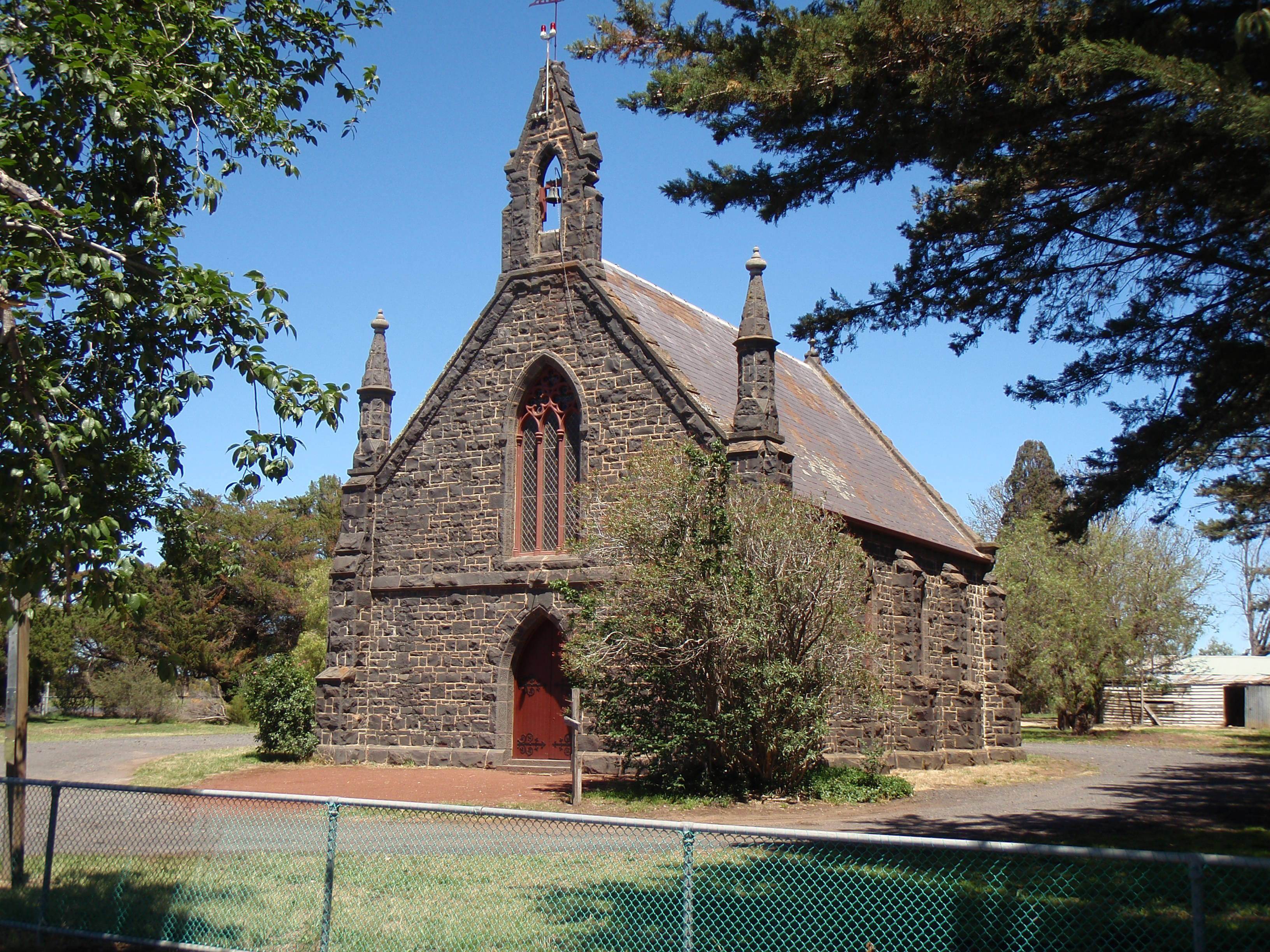
Igreja Unida de Bulla, VIC (também chamada Igreja Presbiteriana de Santo André). A UCA está presente em todo o território australiano, com forte presença nas comunidades rurais.

A UCA foi uma das primeiras igrejas australianas a conceder autodeterminação aos seus membros indígenas através do Congresso Unindo Aborígenes e Cristãos Insulares. Existem parcerias com igrejas do Pacífico Sul e da Ásia, especialmente aquelas que partilham uma herança Congregacional, Presbiteriana ou Metodista. Um número crescente de igrejas étnicas adora em suas próprias línguas, bem como em inglês. Cerca de 5% a 7% dos membros da igreja adoram em outras línguas além do inglês, incluindo línguas aborígenes.
A Igreja Unida da Australia defende a justiça social. Tomou posições sobre questões como título de nativo para povos indígenas; o ambiente; apartheid e estatuto de refugiado. A igreja é semelhante a outras igrejas unidas, que mantêm uma identidade cultural em seu próprio país e praticam comunhão ecumênica com outras denominações cristãs em todo o mundo.  

### Liturgia
A igreja é liturgicamente variada. As práticas variam desde liturgias experimentais, adoração informal que lembram o Movimento de Jesus até serviços reformados convencionais. A música também varia de hinos tradicionais e contemporâneos no Australian Hymn Book e Together in Song, passando por Hillsong e música cristã contemporânea até hard alternativo e metal.
A vestimenta litúrgica na UCA é geralmente variada e opcional para ministros e outros líderes de culto.  Quando a vestimenta litúrgica é usada, geralmente consiste em uma alva branca e uma estola (para ministros e diáconos) ou peitilho (para pregadores leigos). A cor do lenço ou da estola está muitas vezes relacionada com o calendário litúrgico, como o roxo para a Quaresma ou o vermelho para o Pentecostes

## Teologia
Há uma variedade de perspectivas teológicas dentro da UCA, refletindo pluralidade de suas origens (metodista, presbiterianos e congregacionais) e seu compromisso com o ecumenismo.A sua teologia pode ser descrita como protestantismo tradicional, com compromisso com a justiça social. As perspectivas da igreja são evangélicas, de esquerda (ou progressistas) e liberais. Moralidade, fé e (em particular) sexualidade têm sido debatidas ao longo das décadas. As preocupações se concentram na compreensão bíblica e na acomodação à diversidade cultural.  

Uniting Network Australia é "a rede nacional para lésbicas, gays, bissexuais, intersexuais e transgêneros, suas famílias, amigos e apoiadores dentro da Igreja Unida na Austrália".  Entretanto, o estabelecimento de Membros Evangélicos dentro da Igreja Unida na Austrália (EMU), da Aliança Reformadora e a sua fusão com a Assembleia de Congregações Confessantes (ACC) ilustram a oposição conservadora à ordenação de pastores gays e lésbicas e a influência do moviemnto conservador.